# Trithemis ellenbeckii
Trithemis ellenbeckii is een libellensoort uit de familie van de korenbouten (Libellulidae), onderorde echte libellen (Anisoptera).
De soort staat op de Rode Lijst van de IUCN als niet bedreigd, beoordelingsjaar 2006.
De wetenschappelijke naam Trithemis ellenbeckii is voor het eerst geldig gepubliceerd in 1906 door Förster.